# Famille de Cerisay
La famille de Cerisay est une famille française éteinte qui était originaire de Cerizay dans les Deux-Sèvres[réf. nécessaire]. Il semble plus probable que la famille est originaire de Paris. Elle fut anoblie en 1477 par la charge de conseiller secrétaire du roi et éteinte en 1550.

## Personnalités
- de Cerisay
  - Pierre de Cerisay (-1507), dit l'Aîné ou encore Pierre Ier de Cerisay, chanoine d'Angers et conseiller au Parlement.
  - Guillaume de Cerisay (-22 novembre 1492), baron du Hommet et de La Haye-du-Puits, seigneur de Cerisay, Fierville, Vesly, de la Rivière et de Soulles. Bailli de Cotentin, écuyer, magistrat, protonotaire, greffier au Parlement, procureur général, maire, gouverneur, ambassadeur, conseiller du roi, secrétaire du roi, trésorier de France. Il épouse Jacqueline de Rantot de Vesly.
    - Nicolas de Cerisay, archidiacre de l'église cathédrale de Coutances[2]. Il est nommé doyen et chanoine de l'église Saint-Germain-l'Auxerrois de Paris le 25 octobre 1507[3].
    - Pierre II de Cerisay (-1510), magistrat, protonotaire et secrétaire du roi, seigneur et baron de La Rivière, et greffier, conseiller et procureur au Parlement. Il épouse Jeanne l'Orfèvre.
      - Jacques de Cerisay.
        - Nicolas de Cerisay (1490-1533), grand bailli de Cotentin et prévôt de Normandie. Il épouse Anne Bohier en 1525, fille de Thomas Bohier.
          - Antoinette de Cerisay (1523-1574) épouse, le 14 mai 1538, François Olivier (seigneur de Leuville, chancelier de France (-30 mars 1560).

    - Christophe de Cerisay, baron de La Haye-du-Puits, bailli de Cotentin et chambellan du roi Charles VIII. Il épouse Françoise de Magneville.
      - Marie de Cerisay épouse, en 1491, Gaston de Brezé, fils de Jacques de Brézé (v. 1440-1494), comte de Maulévrier, Grand sénéchal de Normandie, marié à Charlotte de Valois, fille de Charles VII et d'Agnès Sorel.
        - Catherine de Brézé épouse le 14 mai 1525, Nicolas de Dreux (1504-1540) de la maison capétienne de Dreux.
        - Louis de Brézé (1589), évêque de Meaux. Avec lui, s'éteint la descendance de la maison de Brézé.

## Armes
Les armes de Guillaume de Cerisay : d’azur à trois croissants montants d’or posés deux en chef et un en pointe.